# Amt Viöl
Amt Viöl (frisó septentrional Amt Fjåål ) és un amt del districte de Nordfriesland, a Slesvig-Holstein, Alemanya, que comprèn la part continental septentrional del districte. Té una extensió de 177,75 km² i una població de 9.125 habitants (2008). La seu és a Viöl. El burgmestre és Hans-Jes Hansen.

## Subdivisions
L'Amt Viöl és format pels municipis:
1. Ahrenviöl
2. Ahrenviölfeld
3. Behrendorf
4. Bondelum
5. Haselund
6. Immenstedt
7. Löwenstedt
8. Norstedt
9. Oster-Ohrstedt
10. Schwesing
11. Sollwitt
12. Viöl
13. Wester-Ohrstedt